# Mirko Barbarić (Čitluk)
Don Mirko Barbarić, SDB (Dragičina, Čitluk, 24. svibnja 1947.), hrvatski rimokatolički svećenik i pisac, odgojitelj, visoki crkveni dužnosnik

## Životopis
Rodio se 24. svibnja 1947. u Dragićini, župa Čerin, Hercegovina. Pučku školu završio u Čerinu, a salezijansku Klasičnu gimnaziju u Rijeci i Križevcima gdje je i maturirao g. 1969. Filozofiju i bogoslovlje diplomirao u Zagrebu na Katoličkom bogoslovnom fakultetu g. 1976, kada je u Zagrebu i zaređen za svećenika. Nakon službovanja u Splitu kao kapelan i u Zagrebu kao odgojitelj bogoslova, g. 1982. upisuje studij psihologije na Papinskom salezijanskom sveučilištu u Rimu, gdje je i magistrirao g. 1986. Vrativši se u domovinu bio je odgojitelj bogoslova i provincijal Hrvatske salezijanske provincije.
U rujnu 1991. četnici ga zarobili u zadarskom zaleđu s don Franjom Halužanom te zatočili u kninskom zatvoru Stara bolnica, gdje je proveo 33 dana. Ravnateljem Salezijanskog bogoslovskog doma u Zagrebu postaje 1994 ; za vrijeme te službe predaje psihologiju i logiku u Salezijanskoj klasičnoj gimnaziji u Rijeci. Suradnik je časopisa »Kateheza«. Posebice je zauzet u odgojno-obrazovanom radu s mladima.
Trenutno radi u Salezijanskoj klasičnoj gimnaziji u Rijeci, kao nastavnik vjeronauka, na čijem je mjestu od jeseni 2007. godine naslijedio Josipa Kajića, koji je sada na službi u rodnom Žepču.

## Djela
- Pozdrav iz Knina 10.10. 1991. (zatvorska sjećanja, 1999.).